# Empaquetamiento de círculos

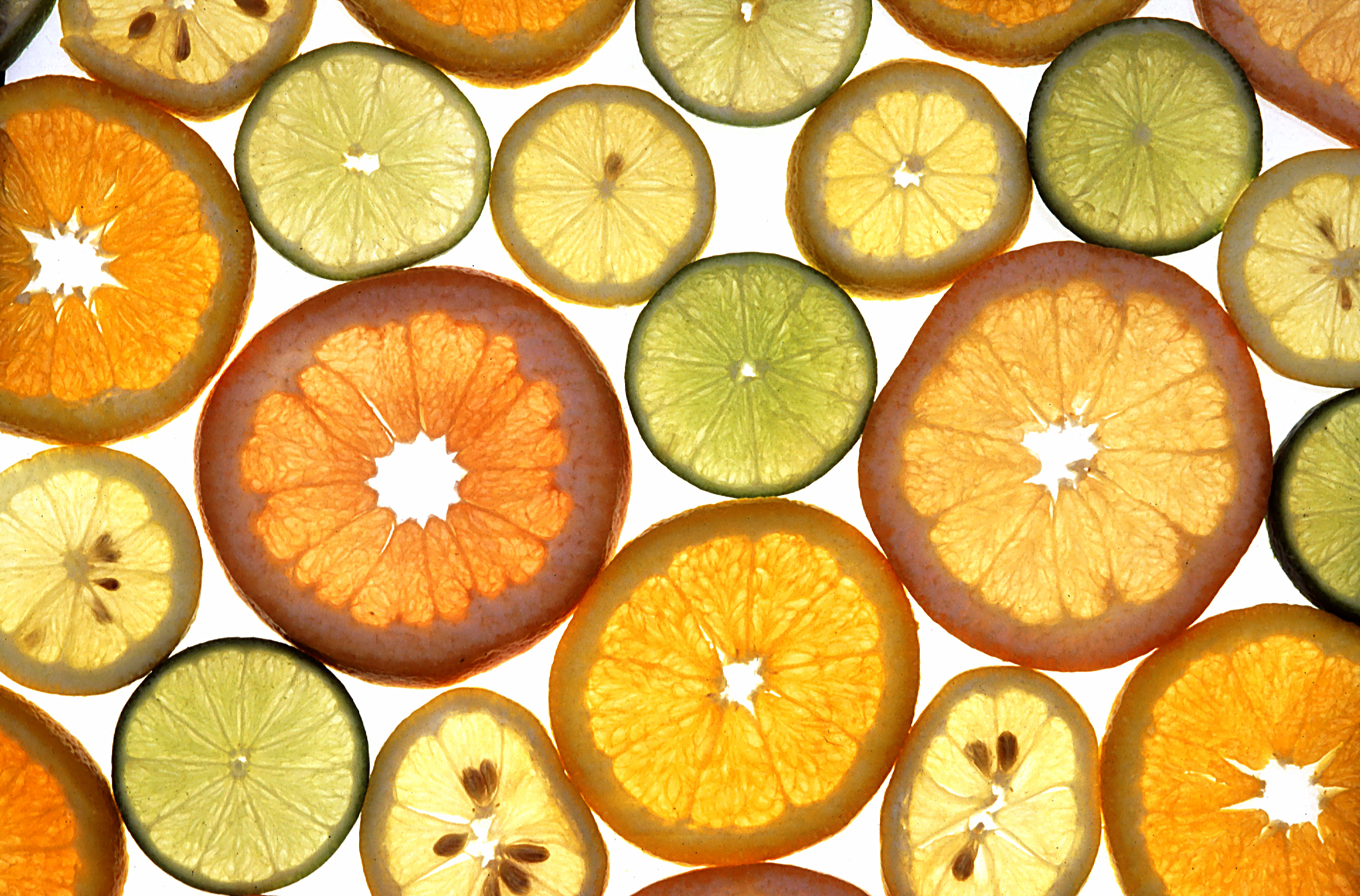
La vía más eficiente de empaquetar juntos círculos de diferentes tamaños no es obvia

En geometría, el empaquetamiento de círculos se refiere al estudio de la disposición de círculos de tamaños iguales o diversos en una superficie, de tal manera que no se produzcan solapamientos y de modo que todos los círculos se toquen entre sí. La "densidad de empaquetado" asociada, η de una disposición dada es la proporción de la superficie cubierta por los círculos. Se pueden hacer generalizaciones a dimensiones más altas - esto se llama empaquetamiento de esferas, que generalmente trata solo con esferas idénticas.
La rama de las matemáticas conocida generalmente como "empaquetamiento de círculos", sin embargo, no se refiere exclusivamente al empaquetado denso de círculos de igual tamaño (el empaquetado más denso es conocido) sino a la geometría y a la combinatoria del empaquetado de círculos de tamaño arbitrario, que dan lugar a los análogos discretos de la transformación conforme, superficies de Riemann y similares.
Mientras que el círculo tiene una densidad máxima de empaquetado relativamente baja, no es la más baja posible. La "peor" forma a empaquetar sobre un plano no es conocida, pero el octágono alisado tiene la menor densidad máxima de empaquetado actualmente conocida.

## Empaquetado en el plano

Los centros de tres círculos en contacto forman un triángulo equilátero, lo que genera un empaquetamiento hexagonal

Círculos idénticos en un arreglo de empaquetamiento hexagonal, el empaquetamiento más denso posible

En un espacio euclidiano de dos dimensiones, Carl Friedrich Gauss demostró que el arreglo regular de círculos con mayor densidad es el empaquetamiento hexagonal, en el que los centros de los círculos están situados en una retícula hexagonal (dispuestas como en una colmena de abejas), y en la que cada círculo está rodeado de otros seis. La densidad de este empaquetamiento es:
{\displaystyle \eta _{h}={\frac {\pi }{\sqrt {12}}}\approx 0.9069.}
En 1890,  Axel Thue demostró que el retículo hexagonal es el más denso de todos los posibles empaquetamientos de círculos, tanto regulares como irregulares. Sin embargo su prueba fue considerada incompleta por algunos. La primera prueba rigurosa de esto se le atribuye a László Fejes Tóth en 1940.
En el otro extremo, se ha demostrado que existen disposiciones de densidad arbitrariamente baja de empaquetado rígido de círculos.

## Empaquetado en la esfera
Un problema relacionado es determinar el arreglo de más baja energía de puntos interactuando idénticamente que están restringidos a descansar en una superficie dada. El problema de Thomson se ocupa de la más baja distribución de energía de cargas eléctricas idénticas en la superficie de una esfera. El problema de Tammes es una generalización de esto, ocupándose de maximizar la distancia mínima entre círculos en una esfera. Esto es análogo a distribuir cargas no puntuales en una esfera.

## Empaquetado en áreas limitadas

Quince círculos iguales empaquetados dentro del cuadrado más ṕequeño posible. Solo cuatro triángulos equiláteros son formados por círculos adyacentes

El empaquetado de círculos en formas simples limitadas es un tipo común de problema en matemáticas recreativas. Es importante la influencia de las paredes del contenedor, y el empaquetado hexagonal generalmente no es óptimo para una pequeña cantidad de círculos.

## Círculos desiguales

Un empaquetado de círculos binario compacto con los círculos de tamaño más similar posible

También existe una serie de problemas que contemplan que los tamaños de los círculos no sean uniformes. Una de tales extensiones es encontrar la máxima densidad posible de un sistema con dos tamaños específicos de círculos (un sistema binario). Solamente nueve cocientes particulares de radio permiten el empaquetado compacto, que es cuando cada par de círculos en contacto está en contacto mutuo con otros dos círculos (cuando segmentos de línea son trazados desde los centros de círculos en contacto, triangulan la superficie).

## Aplicaciones
- La modulación de amplitud en cuadratura está basada en empaquetar círculos en círculos dentro de un espacio de fase-amplitud. Un módem transmite datos como una serie de puntos en un plano fase-amplitud de dos dimensiones. El espaciado entre puntos determina la tolerancia a ruidos de la transmisión, mientras que el diámetro del círculo circunscriptor determina la energía requerida por el transmisor. El desempeño se maximiza cuando la constelación de puntos son los centros de un empaquetado de círculos eficiente. En la práctica, el empaquetado rectangular subóptimo es usado generalmente para simplificar la decodificación.
- El empaquetado de círculos se ha convertido en una herramienta esencial en el diseño de origamis, dado que cada apéndice de una figura origami requiere un círculo de papel.[7] Robert J. Lang ha usado las matemáticas del empaquetado de círculos para desarrollar programas de computadora que ayuden en el diseño de figuras de origami complejas.